# Setu Gintung
Setu Gintung är en sjö i Indonesien.   Den ligger i provinsen Banten, i den västra delen av landet, 14 km sydväst om huvudstaden Jakarta. Setu Gintung ligger 43 meter över havet.  Runt Setu Gintung är det i huvudsak tätbebyggt.